# Brug 554
Brug 554 is een kunstwerk in het Amsterdamse Bos. Het Amsterdamse Bos is een deel van de gemeente Amstelveen, terwijl de gemeente Amsterdam het beheer voert. De brug werd echter gebouwd op het grondgebied van de gemeente Aalsmeer, dat in 2002 met Amstelveen overeenkwam de gemeentegrens te verschuiven.
De brug is ontworpen door Piet Kramer van de Dienst der Publieke Werken. Kramer ontwierp voor het Amsterdamse Bos allerlei typen bruggen zoals vlonderbruggen, duikers en een enkele ophaalbrug (brug 504). Brug 554 is daarentegen een van Kramers betonnen plaatbruggen. Ze is gelegen in een afslag van de Nieuwe Meerlaan en maakt deel uit van de hoofdverkeersroute in het bos. Ze leidt naar een parkeerplaats die ligt op de scheidslijn tussen open ruimte en bos. De brug ligt in de buurt van het radarterrein. Daar waar het in het bos zelf wemelt van de slingerende paden en paadjes, is het radarterrein juist strak rechthoekig uitgevoerd. Net als binnen de categorie houten bruggen in het bos, gaf Kramer elke betonnen brug een ander uiterlijk mee. Ze verschillen dan met name in de leuningen. De bovenste leuning krult aan het eind naar beneden, zoekt verbinding met de onderste leuning en krult vervolgens weer naar boven om steeds smaller zichzelf te raken, waardoor een soort druppelvorm ontstaat. Anderen zien er een hals van een zwaan in. De onderste leuning, die langer doorloopt dan de bovenste, buigt ook naar beneden af, maar lijkt de brug een aarding te geven; ze eindigt in de grond. Een ander onderscheid is de bruinrode kleur van de leuningen. Het grootste verschil met alle andere bruggen in het park is echter te vinden onder de brug. De brug wordt namelijk gedragen door een woud aan brugpijlers, waarvan de buitenste uitkragen. Zo kreeg de brug dertien doorvaarten mee van 1,23 meter breed. Ook het brugdek kraagt daarbij uit ten opzichte van de buitenste pijlers. De opstaande brugranden zijn daarbij van grindbeton; in die randen zijn de leuningen verankerd. De brug heeft een rijdek van 4,05 meter, een voetpad van 2,00 meter en een schamprand van 0,36 meter.
In 1999 werden alle bruggen in het Amsterdamse Bos door MTD Landschapsarchitecten in opdracht van de gemeente onderzocht op hun cultureel belang. Zij constateerden voor brug 554 dat het voor het bos en omstreken een waardevolle brug was. Ze merkten daarbij op dat:
- de rode kleur van de brug accentueert een bouwkundig element bosachtige omgeving; tevens vond men die kleurstelling passend voor de omgeving
- een plaatbrug van gewapend beton
- karakteristiek decoratief siersmeedwerk in strakke dunne leuningen
- sterk architectonisch beeld van de onderbouw.

De gemeente Amstelveen benoemde deze brug tot gemeentelijk monument mede door de subtiele detaillering.

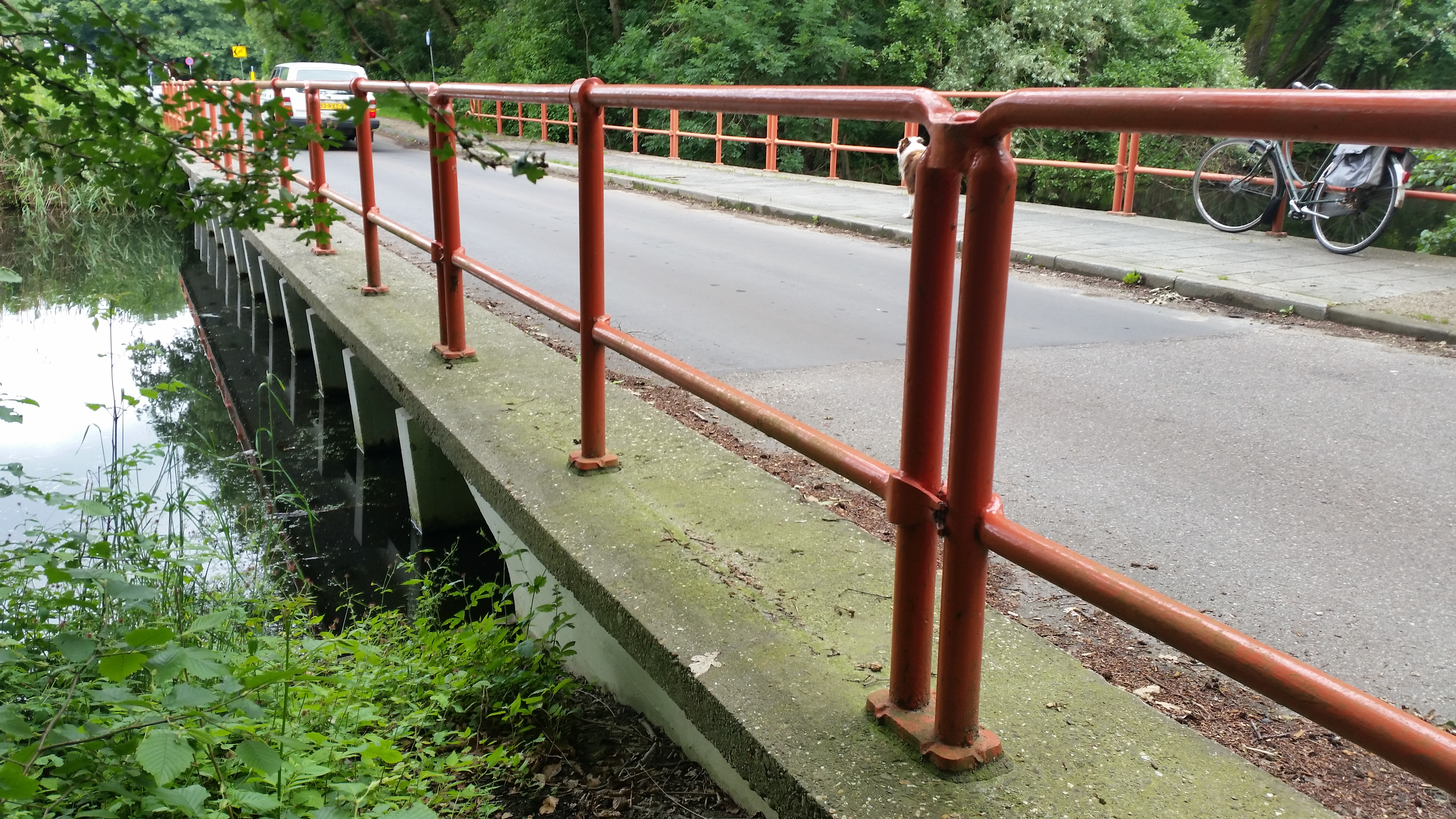
Rij pijlers (juni 2019)

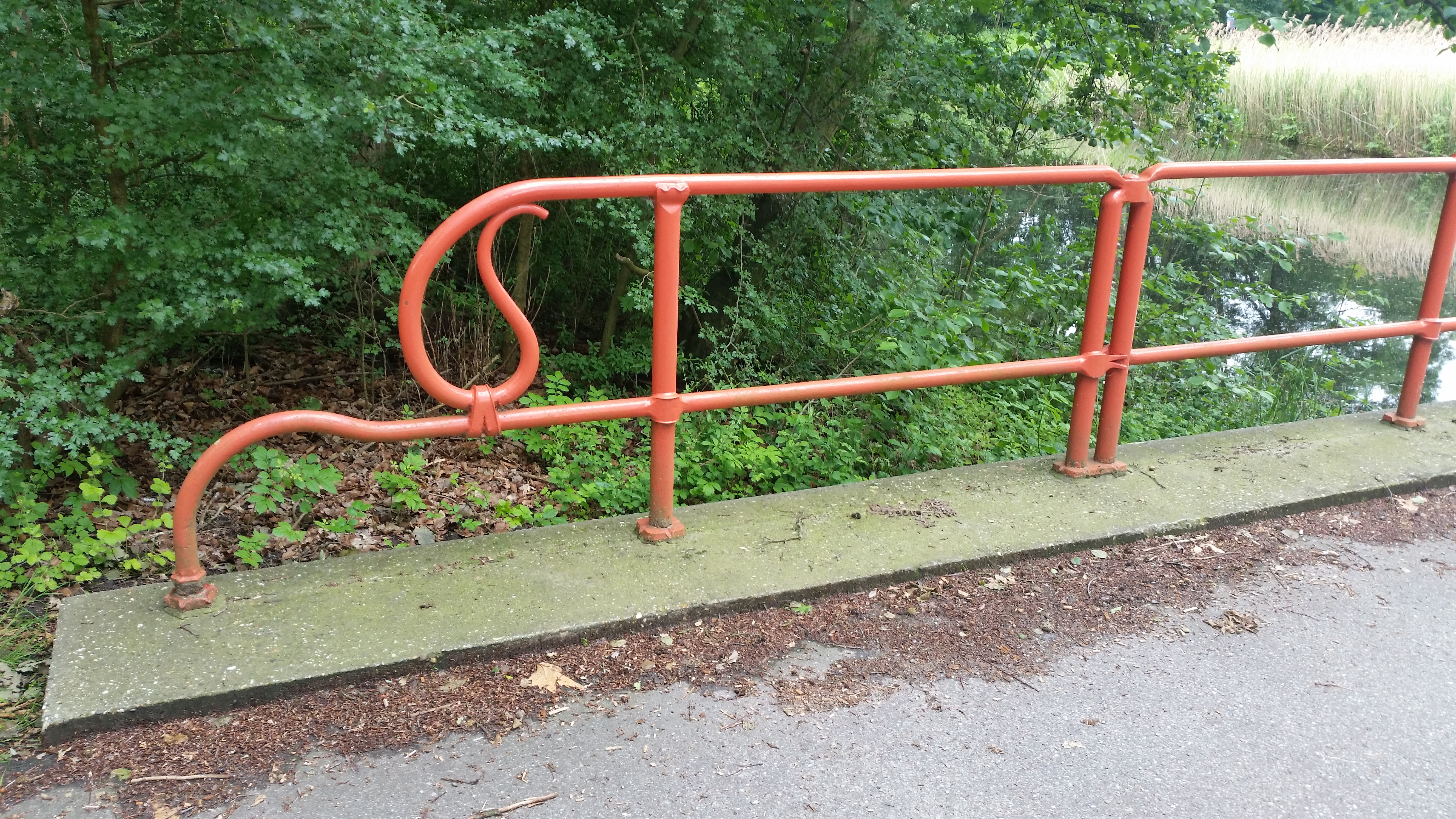
Leuningspel (juni 2019)

<<< · 500 · 501 ·  503 · 504 · 505 · 506 · 507 · 508 · 509 · 510 · 511 · 512 · 513 · 514 · 515 · 516 · 517 · 518 · 519 · 520 · 521 · 522 · 523 · 525 · 526 · 527 · 528 · 530 · 531 · 532 · 533 · 534 · 535 · 536 · 537 · 538 · 539 · 540 · 541 · 542 · 543 · 544 · 545 · 546 · 547 · 548 · 549 · 550 · 551 · 552 · 553 · 554 · 555 · 556 · 557 · 558 · 559 · 560 · 561 · 562 · 563 · 564 · 565 · 566 · 567 · 569 · 571 · 572 · 573 · 575 · 577 · 578 · 580 · 581 · 582 · 583 · 584 · 586 · 587 · 589 · 590 · 591 · 592 · 593 · 594 · >>>
Brugnummers 502, 524, 529, 568, 570, 574, 576, 579, 585, 588, 595, 596, 597, 598, 599 zijn niet (meer) vergeven.